# Abutilon ghafoorianum
Abutilon ghafoorianum là một loài thực vật có hoa trong họ Cẩm quỳ. Loài này được Abedin mô tả khoa học đầu tiên năm 1979.